# 2012 în muzică
Această pagină este una strict legată de indicarea unor subiecte, generale și particulare, legate de muzica anului 2012.

## Anumite locuri și locații
- 2012 în muzica românească

## Genuri specifice
- 2012 în muzica alternativă
- 2012 în muzica clasică
- 2012 în muzica country
- 2012 în muzica heavy metal
- 2012 în muzica hip hop
- 2012 în jaz
- 2012 în muzica latino-americană
- 2012 în operă
- 2012 în muzica rock

## Muzică clasică
- Hans Abrahamsen – String Quartet No. 4
- John Adams – Absolute Jest, piesă pentru cvartet de coarde și orchestră
- Harrison Birtwistle – The Moth Requiem, piesă pentru douăsprezece voci feminine, trei harpe și flaut
- Elliott Carter
  - Dialogues II, pentru pian și orchestră de cameră
  - Epigrams, pentru vioară, violoncel și pian
  - Instances, pentru orchestră de cameră
- Unsuk Chin – cosmigimmicks. A musical pantomime for seven instrumentalists – cosmigimmicks. Pantomimă muzicală pentru șapte instrumente
- Peter Maxwell Davies – Symphony No. 9
- Clemens Gadenstätter
  - Bersten/Platzen (Paramyth 4), pentru violoncel și pian
  - Haüten/Paramyth 1, pentru cvartet de coarde
  - Sad Songs, pentru cvartet format din saxofon, chitară electrică, percuție, pian și electrinice integrate
- Magnus Lindberg – Acequia Madre, pentru clarinet și pian
- Bruno Mantovani – Concerto pour deux pianos, pentru două piane și orchestră
- Tristan Murail
  - The Bronze Age, pentru flaut, clarinet, trombon, vioară, violoncel și pian
  - Le Désenchantement du Monde, concert de pian
- Matthias Pintscher
  - Bereshit, pentru ansambluri muzicale mari
  - Uriel, pentru violoncel și pian
- Alberto Posadas - Sombras, pentru soprană și cvartet de coarde
- Eva Reiter – Irrlicht, pentru ansamblu muzical și instrumente electronice
- Kaija Saariaho
- *Circle Map, pentru orchestră și instrumente electronice
  - Duft, pentru clarinet
  - Sombre, pentru voce, flaut bas, percuție, harpă și contrabas
- Erkki-Sven Tüür – String Quartet No. 2 Lost Prayers
- Pēteris Vasks – Cello concerto No. 2 Klātbūtne ('Presence')

### Operă
- George Benjamin - Written on Skin (Scris pe piele)

## Decese

### Decese în ianuarie
- 3 – Daniel Peil (69), cântăreț american de muzică rock (The Corporation)
- 4 – Totti Bergh (76), norvegian, saxofonist de jazz[1]
  - Ruthilde Boesch (94), soprană austriacă
  - John Levy (99), basist american de muzică jazz[2]
- 26 – Clare Fischer (83), claviaturist american de jazz, compozitor, aranjor muzical, lider de formație[3]

### Decese în februarie
- 11 – Whitney Houston (48), cântăreață americană de pop/R&B
- 22 – Eivin One Pedersen (55), acordeonist și pianist norvegian de jazz[4]
- 25 – Red Holloway (84), american, saxofonist tenor de jazz[5]

### Decese în martie
- 1 – Lucio Dalla (68), cântăreț și clarinetist italian de jazz, actor[6]
- 3 – Frank Marocco (81), american, pianist, acordionist, aranjor muzical șcompozitor de jazz[7]
- 6 – Robert B. Sherman, 86, compozitor american, fratele lui Richard M. Sherman (Sherman Brothers)
- 15 – Edvard Hagerup Bull (89), compozitor norvegian[8]

### Decese în mai
- 4 - Adam Yauch (47), cântăreț american de rap (Beastie Boys)
- 10 – Bernardo Sassetti (41), portughez, pianist și compozitor
- 13 – Trond Bråthen alias "Trondr Nefas" (35), norvegian, cântăreț și chitarist al formației black metal Urgehal [9]
- 14 – Belita Woods (63), cântăreață americană de R&B (Brainstorm)
- 30 – Pete Cosey (68), chitarist american de jazz[10]

### Decese în iunie
- 8 – Wilf Doyle (87), acordionist canadian
- 26 – Harry W. Kvebæk (87), trompetist clasic și academic norvegian[11]

### Decese în iulie
- 7 – Alf Pearson (102), cântăreț și actor de varieteu (Bob and Alf Pearson)
- 27 – Darryl Cotton (62), australian, cantautor de pop-rock (Zoot și Cotton, Lloyd & Christian)

### Decese în august
- 11 – Von Freeman (88), saxofonist american de jazz[12]

### Decese în septembrie
- 26 – Marty Fortson (67), cântăreț american de rock and roll (The Rivieras)
- 29 – Johnny Sanders (66), chitarist rock american (The Gants)

### Decese în octombrie
- 8 – John Tchicai (76), danez, saxofonist și compozitor de jazz[13]
- 26 – Louis Nunley (81), american, cântăreț pop (The Anita Kerr Quartet)

### Decese în noiembrie
- 3
  - Anne-Lise Berntsen (69), soprană norvegiană[14]
  - Odd Børretzen (85), norvegian, autor și cântăreț folk (deces în urma pneumonieei[15]
- 15 – Frode Thingnæs (72), trombonist și lider de formație de jazz, norvegian ((decedat în urma complicațiilor u ui atac de cord)[16]

### Decese în decembrie
- 5 – Dave Brubeck (91), american, pianist și compozitor jazz[17]